# 플루마 (문서 편집기)
플루마(Pluma, 라틴어: plūma "깃털")는 gedit 2의 포크이자 리눅스 배포판에 사용되는 MATE 데스크톱 환경의 기본 문서 편집기이다. 다른 기능과 플러그인으로 기본 기능을 확장한다.
플루마는 하나의 창(탭 또는 MDI)에서 여러 텍스트 파일 편집을 지원하는 그래픽 응용 프로그램이다. 유니코드 UTF-8 인코딩을 사용하여 국제 텍스트를 완벽하게 지원한다. 범용 텍스트 편집기인 플루마는 대부분의 표준 편집기 기능을 지원하며 단순성과 사용 편의성을 강조한다. 핵심 기능 세트에는 소스 코드의 구문 강조, 자동 들여쓰기, 인쇄 미리 보기를 통한 인쇄 지원이 포함된다.
MATE 프로젝트의 철학에 따라 깔끔하고 단순한 그래픽 사용자 인터페이스를 갖도록 설계되었으며 MATE의 기본 텍스트 편집기이다. 플루마는 GNU 일반 공중 사용 허가서 버전 2 이상의 요구 사항을 따르는 자유 오픈 소스 소프트웨어이다.
리눅스 민트에 사전 설치된 텍스트 편집기인 Xed 텍스트 편집기는 2016년에 플루마에서 분기되었다.

## 같이 보기
- 문서 편집기 목록